# Phase à élimination directe de la Coupe du monde de rugby à XV 2011
La phase à élimination directe de la Coupe du monde de rugby à XV 2011 oppose les huit équipes qualifiées à l'issue du premier tour. Ces équipes se rencontrent dans des matchs à élimination directe à partir des quarts de finale.

## Règlement[1]
Le vainqueur de chaque match est qualifié pour la phase suivante. En cas d'égalité à la fin du temps réglementaire, 2 prolongations de 10 minutes seront jouées après 5 minutes de pause, avec une pause de 5 minutes entre les deux pour que les équipes changent de côté de terrain. En cas de nouvelle égalité à l'issue des prolongations, 10 minutes de jeu supplémentaires seront disputées après 5 minutes de pause. La première équipe arrivant à inscrire des points pendant cette mort subite sera déclarée vainqueur (le temps de jeu restant n'étant pas disputé). En cas d'égalité à la fin de la mort subite, les équipes seront départagées par une épreuve de tirs au but placés. Pour cette épreuve, 5 joueurs de chaque équipe sont désignés pour botter sur la ligne des 22m depuis 3 zones : face aux poteaux, sur la ligne des 15m à gauche des poteaux, sur la ligne des 15m à droite des poteaux. Chacun des 5 joueurs des 2 équipes effectue une tentative. Le premier joueur de chaque équipe botte depuis la première zone, le deuxième joueur de chaque équipe depuis la deuxième zone et ainsi de suite en changeant de zone à chaque tentative des deux équipes. Si une équipe réalise un score plus élevé que l'autre à l'issue de ces 5 tentatives, elle est déclarée vainqueur. Autrement, une nouvelle série de 5 coups de pied au but est effectuée mais en mort subite cette fois. L'équipe déclarée vainqueur est celle dont le buteur a réussi sa tentative pendant que le joueur adverse échoue (si les deux échouent, le buteur suivant de chaque équipe effectue sa tentative).

## Tableau
Après la phase de groupe, les huit équipes qualifiées sont celles classées aux deux premières places de chaque poule :
| Poule A             | Poule B       | Poule C      | Poule D           |
| ------------------- | ------------- | ------------ | ----------------- |
| 1. Nouvelle-Zélande | 1. Angleterre | 1. Irlande   | 1. Afrique du Sud |
| 2. France           | 2. Argentine  | 2. Australie | 2. Pays de Galles |

|  | Quarts de finale                            | Quarts de finale                            |                                       |                                       | Demi-finales                          | Demi-finales                          |    |  | Finale                                | Finale                                |
|  | Quarts de finale                            | Quarts de finale                            |                                       |                                       | Demi-finales                          | Demi-finales                          |    |  | Finale                                | Finale                                |
|  |                                             |                                             |                                       |                                       |                                       |                                       |    |  |                                       |                                       |
|  | le 8 octobre au Westpac Stadium, Wellington | le 8 octobre au Westpac Stadium, Wellington |                                       |                                       | le 15 octobre à l'Eden Park, Auckland | le 15 octobre à l'Eden Park, Auckland |    |  | le 23 octobre à l'Eden Park, Auckland | le 23 octobre à l'Eden Park, Auckland |
|  | le 8 octobre au Westpac Stadium, Wellington | le 8 octobre au Westpac Stadium, Wellington |                                       |                                       | le 15 octobre à l'Eden Park, Auckland | le 15 octobre à l'Eden Park, Auckland |    |  | le 23 octobre à l'Eden Park, Auckland | le 23 octobre à l'Eden Park, Auckland |
|  | Irlande                                     | 10                                          |                                       |                                       | le 15 octobre à l'Eden Park, Auckland | le 15 octobre à l'Eden Park, Auckland |    |  | le 23 octobre à l'Eden Park, Auckland | le 23 octobre à l'Eden Park, Auckland |
|  | Irlande                                     | 10                                          |                                       |                                       | le 15 octobre à l'Eden Park, Auckland | le 15 octobre à l'Eden Park, Auckland |    |  | le 23 octobre à l'Eden Park, Auckland | le 23 octobre à l'Eden Park, Auckland |
|  | Galles                                      | 22                                          |                                       |                                       | le 15 octobre à l'Eden Park, Auckland | le 15 octobre à l'Eden Park, Auckland |    |  | le 23 octobre à l'Eden Park, Auckland | le 23 octobre à l'Eden Park, Auckland |
|  | Galles                                      | 22                                          | Galles                                | 8                                     |                                       |                                       |    |  | le 23 octobre à l'Eden Park, Auckland | le 23 octobre à l'Eden Park, Auckland |
|  | le 8 octobre à l'Eden Park, Auckland        |                                             | Galles                                | 8                                     |                                       |                                       |    |  | le 23 octobre à l'Eden Park, Auckland | le 23 octobre à l'Eden Park, Auckland |
|  |                                             | France                                      | 9                                     |                                       |                                       |                                       |    |  | le 23 octobre à l'Eden Park, Auckland | le 23 octobre à l'Eden Park, Auckland |
|  | Angleterre                                  | France                                      | 9                                     | 12                                    |                                       |                                       |    |  | le 23 octobre à l'Eden Park, Auckland | le 23 octobre à l'Eden Park, Auckland |
|  | Angleterre                                  |                                             |                                       | 12                                    |                                       |                                       |    |  | le 23 octobre à l'Eden Park, Auckland | le 23 octobre à l'Eden Park, Auckland |
|  | France                                      | 19                                          |                                       |                                       |                                       |                                       |    |  | le 23 octobre à l'Eden Park, Auckland | le 23 octobre à l'Eden Park, Auckland |
|  | France                                      | 19                                          | France                                | 7                                     |                                       |                                       |    |  |                                       |                                       |
|  | le 9 octobre au Westpac Stadium, Wellington |                                             | France                                | 7                                     |                                       |                                       |    |  |                                       |                                       |
|  |                                             | Nouvelle-Zélande                            | 8                                     |                                       |                                       |                                       |    |  |                                       |                                       |
|  | Afrique du Sud                              | Nouvelle-Zélande                            | 8                                     | 9                                     |                                       |                                       |    |  |                                       |                                       |
|  | Afrique du Sud                              | le 16 octobre à l'Eden Park, Auckland       |                                       | 9                                     |                                       |                                       |    |  |                                       |                                       |
|  | Australie                                   | 11                                          |                                       |                                       |                                       |                                       |    |  |                                       |                                       |
|  | Australie                                   | 11                                          | Australie                             | 6                                     |                                       |                                       |    |  |                                       |                                       |
|  | le 9 octobre à l'Eden Park, Auckland        | le 9 octobre à l'Eden Park, Auckland        | Australie                             | 6                                     | Match pour la 3e place                | Match pour la 3e place                |    |  |                                       |                                       |
|  | le 9 octobre à l'Eden Park, Auckland        | le 9 octobre à l'Eden Park, Auckland        |                                       | Nouvelle-Zélande                      | Match pour la 3e place                | Match pour la 3e place                | 20 |  |                                       |                                       |
|  | Nouvelle-Zélande                            | 33                                          | le 21 octobre à l'Eden Park, Auckland | le 21 octobre à l'Eden Park, Auckland |                                       |                                       | 20 |  |                                       |                                       |
|  | Nouvelle-Zélande                            | 33                                          | le 21 octobre à l'Eden Park, Auckland | le 21 octobre à l'Eden Park, Auckland |                                       |                                       |    |  |                                       |                                       |
|  | Argentine                                   | 10                                          |                                       | Galles                                | 18                                    |                                       |    |  |                                       |                                       |
|  | Argentine                                   | 10                                          |                                       | Galles                                | 18                                    |                                       |    |  |                                       |                                       |
|  |                                             |                                             |                                       |                                       |                                       |                                       |    |  | Australie                             | 21                                    |
|  |                                             |                                             |                                       |                                       |                                       |                                       |    |  | Australie                             | 21                                    |

## Quarts de finale

### Quarts de finale 1
(mt : 3 - 10)
Homme du match : Michael Phillips 
Points marqués :
- Irlande : 1 essai de Earls (44e), 1 transformation de O'Gara (45e) et 1 pénalité de O'Gara (24e)
- Pays de Galles : 3 essais de S. Williams (3e), M. Phillips (51e), Davies (64e), 2 transformations de Priestland (4e, 64e) et 1 pénalité de Halfpenny (28e)

Évolution du score : 0-7, 3-7, 3-10, 10-10, 10-15, 10-22
Arbitre : Craig Joubert 
Résumé
| Irlande · Titulaires · Rob Kearney 15 · Tommy Bowe 14 · (cap.) Brian O'Driscoll 13 · Gordon D'Arcy 12 · 73e 44e Keith Earls 11 · 55e Ronan O'Gara 10 · 55e Conor Murray 9 · 76e Jamie Heaslip 8 · Sean O'Brien 7 · 76eStephen Ferris 6 · Paul O'Connell 5 · Donncha O'Callaghan 4 · Mike Ross 3 · Rory Best 2 · Cian Healy 1 · Remplaçants · Sean Cronin 16 · Tom Court 17 · 76e Donnacha Ryan 18 · 76e Denis Leamy 19 · 55e Eoin Reddan 20 · 55e Jonathan Sexton 21 · 73e Andrew Trimble 22 · Entraîneur · Declan Kidney |  | Pays de Galles · Titulaires · 15 Leigh Halfpenny · 14 George North · 13 Jonathan Davies 64e · 12 Jamie Roberts · 11 Shane Williams 3e · 10 Rhys Priestland · 9 Michael Phillips 51e · 8 Toby Faletau · 7 Sam Warburton (cap.) · 6 Dan Lydiate · 5 Alun Wyn Jones · 4 Luke Charteris 41e · 3 Adam Jones · 2 Huw Bennett · 1 Gethin Jenkins · Remplaçants · 16 Lloyd Burns · 17 Paul James · 18 Bradley Davies 41e · 19 Ryan Jones · 20 Lloyd Williams · 21 James Hook · 22 Scott Williams · Entraîneur · Warren Gatland |

### Quarts de finale 2
(mt : 0 - 16)
Homme du match : Imanol Harinordoquy 
Points marqués :
- Angleterre : 2 essais de Foden (54e), Cueto (77e) et 1 transformation de Wilkinson (54e)
- France : 2 essais de Clerc (22e), Médard (31e), 2 pénalités de Yachvili (9e, 16e) et 1 drop de Trinh-Duc (73e)

Évolution du score : 0-3, 0-6, 0-11, 0-16, 7-16, 7-19, 12-19
Arbitre : Steve Walsh 
Résumé
| Angleterre · Titulaires · 55e Ben Foden 15 · Chris Ashton 14 · Manu Tuilagi 13 · Toby Flood 12 · 77e Mark Cueto 11 · 65e Jonny Wilkinson 10 · 65e Ben Youngs 9 · Nick Easter 8 · 63e (cap.) Lewis Moody 7 · 47e Tom Croft 6 · Tom Palmer 5 · 50e Louis Deacon 4 · 63e Dan Cole 3 · 56e Steve Thompson 2 · 50e 63e Matt Stevens 1 · Remplaçants · 56e Dylan Hartley 16 · 50e Alex Corbisiero 17 · 47e Courtney Lawes 18 · 50e Simon Shaw 19 · 63e James Haskell 20 · 65e Richard Wigglesworth 21 · 65e Matt Banahan 22 · Entraîneur · Martin Johnson |  | France · Titulaires · 15 Maxime Médard 31e · 14 Vincent Clerc 22e · 13 Aurélien Rougerie 69e · 12 Maxime Mermoz 79e · 11 Alexis Palisson · 10 Morgan Parra · 9 Dimitri Yachvili 54e · 8 Imanol Harinordoquy 73e · 7 Julien Bonnaire · 6 Thierry Dusautoir (cap.) · 5 Lionel Nallet · 4 Pascal Papé 65e · 3 Nicolas Mas · 2 William Servat 56e · 1 Jean-Baptiste Poux 56e · Remplaçants · 16 Dimitri Szarzewski 56e · 17 Fabien Barcella 56e · 18 Julien Pierre 65e · 19 Louis Picamoles 73e · 20 François Trinh-Duc 54e · 21 David Marty 69e · 22 Cédric Heymans 79e · Entraîneur · Marc Lièvremont |

### Quarts de finale 3
(mt : 3 - 8)
Homme du match : David Pocock 
Points marqués :
- Afrique du Sud : 2 pénalités de Steyn (39e, 55e) et 1 drop de Steyn (60e)
- Australie : 1 essai de Horwill (11e) et 2 pénalités de O'Connor (17e, 72e)

Évolution du score : 0-5, 0-8, 3-8, 6-8, 9-8, 9-11 
Arbitre : Bryce Lawrence 
Résumé
Les Springboks sont champions du monde en titre et premiers de poule. Ils dominent le match en termes de possession de balle et d'occupation du terrain sans parvenir à concrétiser au score. La sanction tombe avec un essai du capitaine James Horwill et une pénalité de James O'Connor qui permettent aux Australiens de s'imposer 11-9.  
| Afrique du Sud · Titulaires · Patrick Lambie 15 · JP Pietersen 14 · Jaque Fourie 13 · Jean de Villiers 12 · 49e Bryan Habana 11 · Morné Steyn 10 · Fourie du Preez 9 · 63e Pierre Spies 8 · 15' à 21' Schalk Burger 7 · 21e Heinrich Brüssow 6 · Victor Matfield 5 · Danie Rossouw 4 · Jannie du Plessis 3 · 49e (cap.) John Smit 2 · Gurthrö Steenkamp 1 · Remplaçants · 49e Bismarck du Plessis 16 · CJ van der Linde 17 · 15e 21e 63e Willem Alberts 18 · 21e Francois Louw 19 · 49e Francois Hougaard 20 · Butch James 21 · Gio Aplon 22 · Entraîneur · Peter de Villiers |  | Australie · Titulaires · 15 Kurtley Beale 74e · 14 James O'Connor · 13 Adam Ashley-Cooper · 12 Pat McCabe · 11 Digby Ioane · 10 Quade Cooper · 9 Will Genia · 8 Radike Samo 73e · 7 David Pocock · 6 Rocky Elsom · 5 James Horwill (cap.) 11e · 4 Dan Vickerman 53e · 3 Ben Alexander · 2 Stephen Moore 63e · 1 Sekope Kepu 69e · Remplaçants · 16 Tatafu Polota-Nau 63e · 17 James Slipper 69e · 18 Nathan Sharpe 53e · 19 Ben McCalman 73e · 20 Luke Burgess · 21 Berrick Barnes · 22 Anthony Fainga'a 74e · Entraîneur · Robbie Deans |

### Quarts de finale 4
(mt : 12 - 7)
Homme du match : Piri Weepu 
Points marqués :
- Nouvelle-Zélande : 2 essais de Read (67e), Thorn (76e), 1 transformation de Cruden (76e) et 7 pénalités de Weepu (13e, 25e, 35e, 39e, 49e, 60e, 72e)
- Argentine : 1 essai de Cabello (30e), 1 transformation de Contepomi (30e) et 1 pénalité de Bosch (46e)

Évolution du score : 3-0, 6-0, 6-7, 9-7, 12-7, 12-10, 15-10, 18-10, 23-10, 26-10, 33-10
Arbitre : Nigel Owens 
Résumé
| Nouvelle-Zélande · Titulaires · 41e Mils Muliaina 15 · Cory Jane 14 · Conrad Smith 13 · Ma'a Nonu 12 · Sonny Bill Williams 11 · 33e Colin Slade 10 · 73e Piri Weepu 9 · 67e Kieran Read 8 · 73e (cap.) Richie McCaw 7 · Jerome Kaino 6 · Sam Whitelock 5 · 62e 76e Brad Thorn 4 · 75e Owen Franks 3 · 63e Keven Mealamu 2 · Tony Woodcock 1 · Remplaçants · 63e Andrew Hore 16 · 75e John Afoa 17 · 62e Ali Williams 18 · 73e Victor Vito 19 · 73e Jimmy Cowan 20 · 33e Aaron Cruden 21 · 41e Isaia Toeava 22 · Entraîneur · Graham Henry |  | Argentine · Titulaires · 15 Martín Rodríguez Gurruchaga 67e · 14 Gonzalo Camacho · 13 Marcelo Bosch · 12 Felipe Contepomi (cap.) · 11 Horacio Agulla 50e · 10 Santiago Fernández · 9 Nicolás Vergallo 49' à 53' 58e à 68e · 8 Leonardo Senatore · 7 Juan Manuel Leguizamón · 6 Julio Farías Cabello 30e · 5 Patricio Albacete · 4 Manuel Carizza 63e · 3 Juan Figallo 60e · 2 Mario Ledesma 68e · 1 Rodrigo Roncero 39e · Remplaçants · 16 Agustín Creevy 68e · 17 Martín Scelzo 60e · 18 Marcos Ayerza 39e · 19 Alejandro Campos 63e · 20 Alfredo Lalanne 49e 53e · 21 Lucas González Amorosino 67e · 22 Juan Imhoff 50e · Entraîneur · Santiago Phelan |

## Demi-finales

### Demi-finale 1
Pays de Galles 8 – 9 France 
(mt : 3 - 6)
Homme du match : Julien Bonnaire 
Points marqués :

 Pays de Galles :
1 essai de Phillips (58e) et 1 pénalité Hook (8e)
 France :
3 pénalités de Parra (23e, 34e, 50e)
Évolution du score : 3-0, 3-3, 3-6, mt, 3-9, 8-9.
Arbitre : Alain Rolland 
Résumé
Les Diables rouges gallois prennent d'emblée l'initiative, réduisant les Bleus à défendre. Sur une faute de Thierry Dusautoir dans un ruck, James Hook ouvre la marque d'une pénalité (3-0, 8e). En faveur des Français, la bonne tenue de la mêlée permet de réduire la pression celte. La réussite au pied est pour Morgan Parra (3-6, 34e) pendant que son homologue J.Hook manque deux tentatives consécutives.
Le capitaine du pays de Galles Sam Warburton reçoit un carton rouge à la 18e minute pour un plaquage cathédrale sur Vincent Clerc. Les Gallois jouent donc l'essentiel du match à quatorze. C'est le deuxième carton rouge gallois concédé en deux demi-finales de Coupe du monde. En 1987, face aux All Blacks, le deuxième ligne gallois Huw Richards écope du premier carton rouge de l'histoire de la compétition.
Bien que motivés à faire la différence au retour des vestiaires, les Bleus ne parviennent qu'à marquer les trois points d'une pénalité (3-9, 50e) par leur ouvreur. Les Français, fébriles et dominés dans les vingt dernières minutes, s’appuient sur une bonne défense et discipline pour arracher de justesse leur qualification après près de deux minutes de temps additionnel. Les Gallois perdent leur pilier droit Adam Jones (75e sélection) sorti sur blessure tôt dans le match.
Outre l'expulsion de Warbuton et la blessure de Jones, le XV du Poireau est également peu en réussite au pied avec un poteau et un ballon rasant. Avec une seule pénalité passée sur cinq tentées et un drop manqué, les Gallois perdent des points, ce qui n'est pas le cas des Français avec Morgan Parra qui réalise un 100 % au pied, malgré deux tentatives de drop manquées. La touche française est performante avec cinq ballons gagnés sur des lancers adverses.
En seconde mi-temps, le jeu est basé essentiellement sur des chandelles et du jeu au pied d'occupation. Les Gallois marquent l'unique essai du match à la 58e par Michael Phillips qui perce la défense française après plusieurs temps de jeu. Stephen Jones manque la transformation, ce qui laisse les Gallois à un point derrière les Bleus (8-9).
| Pays de Galles Titulaires · Leigh Halfpenny 15 · George North 14 · Jonathan Davies 13 · Jamie Roberts 12 · Shane Williams 11 · 45e James Hook 10 · 58e Michael Phillips 9 · Toby Faletau 8 · 18e (cap.) Sam Warburton 7 · 56e Dan Lydiate 6 · 62e Alun Wyn Jones 5 · Luke Charteris 4 · 10e Adam Jones 3 · Huw Bennett 2 · Gethin Jenkins 1 Remplaçants · Lloyd Burns 16 · 10e Paul James 17 · 62e Bradley Davies 18 · 56e Ryan Jones 19 · Lloyd Williams 20 · 45e Stephen Jones 21 · Scott Williams 22 Entraîneur · Warren Gatland |  | France Titulaires · 15 Maxime Médard · 14 Vincent Clerc · 13 Aurélien Rougerie · 12 Maxime Mermoz · 11 Alexis Palisson · 10 Morgan Parra · 9 Dimitri Yachvili · 8 Imanol Harinordoquy · 7 Julien Bonnaire 75e · 6 Thierry Dusautoir (cap.) · 5 Lionel Nallet · 4 Pascal Papé 62e · 3 Nicolas Mas 44e · 2 William Servat 44e · 1 Jean-Baptiste Poux Remplaçants · 16 Dimitri Szarzewski 44e · 17 Fabien Barcella 44e · 18 Julien Pierre 62e · 19 Fulgence Ouedraogo 75e · 20 François Trinh-Duc · 21 Jean-Marc Doussain · 22 Cédric Heymans Entraîneur · Marc Lièvremont |

### Demi-finale 2
(mt : 6 - 14 )
Homme du match : Cory Jane 
Points marqués :
- Australie : 1 pénalité de O'Connor (16e) et 1 drop de Cooper (32e)
- Nouvelle-Zélande : 1 essai de Nonu (6e), 4 pénalités de Weepu (13e, 38e, 43e, 73e) et 1 drop de Cruden (22e)

Évolution du score : 0-5, 0-8, 3-8, 3-11, 6-11, 6-14, 6-17, 6-20
Arbitre : Craig Joubert 
Résumé
L'Australie affronte la Nouvelle-Zélande en demi-finale. La Nouvelle-Zélande joue à domicile. Elle a remporté tous ses matchs de la compétition. Elle présente la meilleure attaque. L'Australie a remporté le Tri-nations 2011 ainsi que les deux demi-finales contre les All Blacks en 1991 et 2003. La Nouvelle-Zélande inscrit rapidement un essai par Ma'a Nonu et six points au pied par Piri Weepu pour avoir un avantage au score de 14-6. Quade Cooper et David Pocock ne parviennent pas à inverser le cours du match, les All Blacks l'emportent pour disputer une troisième finale après 1987 et 1995.
| Australie · Titulaires · Adam Ashley-Cooper 15 · James O'Connor 14 · 62e Anthony Fainga'a 13 · 34e 40e 48e Pat McCabe 12 · Digby Ioane 11 · Quade Cooper 10 · Will Genia 9 · 60e Radike Samo 8 · David Pocock 7 · Rocky Elsom 6 · (cap.) James Horwill 5 · 23e 27e 60e Dan Vickerman 4 · Ben Alexander 3 · 66e Stephen Moore 2 · 21e Sekope Kepu 1 · Remplaçants · 66e Tatafu Polota-Nau 16 · 21e James Slipper 17 · 23e 27e 60e Rob Simmons 18 · 60e Ben McCalman 19 · Luke Burgess 20 · 34e 40e 48e Berrick Barnes 21 · 62e Rob Horne 22 · Entraîneur · Robbie Deans |  | Nouvelle-Zélande · Titulaires · 15 Israel Dagg · 14 Cory Jane · 13 Conrad Smith · 12 Ma'a Nonu 6e 74e · 11 Richard Kahui · 10 Aaron Cruden · 9 Piri Weepu 56e 70e · 8 Kieran Read · 7 Richie McCaw (cap.) · 6 Jerome Kaino 80e · 5 Sam Whitelock · 4 Brad Thorn 56e · 3 Owen Franks 80e · 2 Keven Mealamu 63e · 1 Tony Woodcock · Remplaçants · 16 Andrew Hore 64e · 17 Ben Franks 80e · 18 Ali Williams 56e · 19 Victor Vito 80e · 20 Andrew Ellis 56e 70e · 21 Stephen Donald · 22 Sonny Bill Williams 74e 76e à 80e · Entraîneur · Graham Henry |

## Match pour la troisième place
(mt : 3 - 7)
Homme du match : Berrick Barnes 
Points marqués :
- Galles : 2 essais de S. Williams (49e), Halfpenny (82e), 1 transformation de S. Jones (80e) et 2 pénalités de Hook (19e), S. Jones (71e)

- Australie : 2 essais de Barnes (12e), McCalman (76e), 1 transformation de Cooper (12e), 1 drop de Barnes (67e) et 2 pénalités de O'Connor (55e, 58e)

Évolution du score : 0-5, 0-7, 3-7, 8-7, 8-10, 8-13, 8-16, 11-16, 11-21, 16-21, 18-21
Arbitre : Wayne Barnes 
Résumé
| Pays de Galles · Titulaires · 80e Leigh Halfpenny 15 · 33' à 38' George North 14 · Jonathan Davies 13 · Jamie Roberts 12 · 49e Shane Williams 11 · 51e James Hook 10 · 64e Michael Phillips 9 · Ryan Jones 8 · Toby Faletau 7 · 64e Dan Lydiate 6 · 55e Luke Charteris 5 · 70e Bradley Davies 4 · 64e Paul James 3 · 70e Huw Bennett 2 · (cap.) Gethin Jenkins 1 · Remplaçants · 70e Lloyd Burns 16 · 64e Ryan Bevington 17 · 33e 38e 55e Alun Wyn Jones 18 · 64e Andy Powell 19 · 64e Lloyd Williams 20 · 51e Stephen Jones 21 · 71e Scott Williams 22 · Entraîneur · Warren Gatland |  | Australie · Titulaires · 15 Kurtley Beale 10e · 14 James O'Connor · 13 Adam Ashley-Cooper · 12 Berrick Barnes 12e · 11 Digby Ioane · 10 Quade Cooper 22e · 9 Will Genia 69e · 8 Ben McCalman 76e · 7 David Pocock · 6 Scott Higginbotham 32' à 34' · 5 Nathan Sharpe 46e · 4 James Horwill (cap.) 72e · 3 Salesi Ma'afu 60e · 2 Tatafu Polota-Nau 53e · 1 James Slipper · Remplaçants · 16 Saia Fainga'a 53e · 17 Ben Alexander 60e · 18 Rob Simmons 46e · 19 Radike Samo 32e 34e 72e · 20 Luke Burgess 69e · 21 Anthony Fainga'a 22e · 22 Rob Horne 10e · Entraîneur · Robbie Deans |

## Finale
(mt : 0 - 5)
Homme du match : Thierry Dusautoir 
Points marqués :
- France : 1 essai de Dusautoir (47e) et 1 transformation de Trinh-Duc (49e)
- Nouvelle-Zélande : 1 essai de Woodcock (15e) et 1 pénalité de Donald (46e)

Évolution du score : 0-5, 0-8, 7-8
Arbitre : Craig Joubert 
Résumé
D'emblée, les Français mettent la pression aux All Blacks. Dans les trois premières minutes, ils offrent une séquence de 12 temps de jeu. Par la suite, les débats s'équilibrent mais le match reste d'une rare intensité, les joueurs faisant preuve d'un fort engagement. Si bien que Morgan Parra doit sortir sur saignement, remplacé par François Trinh-Duc (12e). Durant le premier quart d'heure, les Néo-Zélandais ont donc de quoi douter mais à la 15e minute, sur un alignement en touche à 5 mètres de la ligne française, une combinaison entre Jerome Kaino et Tony Woodcock amène ce dernier à inscrire le premier essai de la partie. Piri Weepu rate cependant la transformation (0-5). Les All Blacks prennent le score et dominent dès lors les débats. Ainsi, après le retour de Parra (18e), les Bleus sont pénalisés en mêlée (19e). Puis, à la 23e minute, Parra, tout juste rentré, subit un nouveau tampon. Victime de ce qui s’avérera être une fracture du plancher orbitaire droit, il cède définitivement sa place à Trinh-duc, qui n'a plus été titulaire depuis plus d'un mois, un nouveau coup dur pour l'équipe de France qui concède alors cinq pénalités au sol. Sur les six pénalités concédées aux Néo-Zélandais durant cette mi-temps, deux auront été tentées directement. La France bénéficie du manque de réussite de Weepu qui n'en passe aucune. Les quatre autres servent à investir le camp français mais les Bleus résistent bien aux assauts néo-zélandais. Le combat est toujours aussi intense et c'est au tour des All Blacks de perdre leur ouvreur Aaron Cruden, touché au genou droit et remplacé par Stephen Donald. Le score reste 0-5 à la mi-temps.
Le début de deuxième mi-temps est également dominé par les All Blacks. À la 45e minute, une faute française au sol offre une nouvelle pénalité aux locaux. Weepu ayant raté ses trois tentatives, Donald s'en charge, avec succès (0-8). Les Bleus perdent ensuite leur ailier Vincent Clerc (46e). Maxime Médard prend sa place à l'aile et Damien Traille rentre à l'arrière. La domination néo-zélandaise s’accroît encore et les Français concèdent quatre nouvelles pénalités en dix minutes : les All Blacks campent dans la moitié de terrain française. Cependant, les Bleus compensent leur indiscipline par leur engagement, à l'image de leur capitaine Thierry Dusautoir qui administre 21 plaquages au cours de cette finale. Sur un temps fort des Bleus et grâce à une passe décisive d'Aurélien Rougerie, il inscrit un essai sous les poteaux à la 47e, transformé par Trinh-Duc (7-8). Cet essai semble faire douter les joueurs All Blacks, à l'image de Weepu qui rate le coup de pied de renvoi en l'envoyant directement en touche. Les Néo-Zélandais connaissent alors une période stérile. Mais cela n'atténue pas leur domination pour autant. Trois minutes plus tard, les Français sont à nouveau pénalisés en mêlée et les All Blacks reviennent dans le camp adverse. 
Finalement, la Nouvelle-Zélande s'impose 8 à 7 au terme d'un match âprement disputé où les décisions du corps arbitral pourraient avoir pesé.
| France · Titulaires · Maxime Médard 15 · 46e Vincent Clerc 14 · Aurélien Rougerie 13 · Maxime Mermoz 12 · Alexis Palisson 11 · 12' à 18' 23e Morgan Parra 10 · 76e Dimitri Yachvili 9 · Imanol Harinordoquy 8 · Julien Bonnaire 7 · 47e (cap.) Thierry Dusautoir 6 · Lionel Nallet 5 · 70e Pascal Papé 4 · Nicolas Mas 3 · 66e William Servat 2 · 66e Jean-Baptiste Poux 1 · Remplaçants · 66e Dimitri Szarzewski 16 · 66e Fabien Barcella 17 · 70e Julien Pierre 18 · Fulgence Ouedraogo 19 · 76e Jean-Marc Doussain 20 · 12e 18e 23e François Trinh-Duc 21 · 46e Damien Traille 22 · Entraîneur · Marc Lièvremont |  | Nouvelle-Zélande · Titulaires · 15 Israel Dagg · 14 Cory Jane · 13 Conrad Smith · 12 Ma'a Nonu 76e · 11 Richard Kahui · 10 Aaron Cruden 34e · 9 Piri Weepu 50e · 8 Kieran Read · 7 Richie McCaw (cap.) · 6 Jerome Kaino · 5 Sam Whitelock · 4 Brad Thorn 49e · 3 Owen Franks · 2 Keven Mealamu 49e · 1 Tony Woodcock 15e · Remplaçants · 16 Andrew Hore 49e · 17 Ben Franks · 18 Ali Williams 49e · 19 Adam Thomson · 20 Andrew Ellis 50e · 21 Stephen Donald 34e · 22 Sonny Bill Williams 76e · Entraîneur · Graham Henry |